# Bagterp plantage
Bagterp plantage i Hjørrings sydlige udkant (i Sankt Hans Sogn) er anlagt cirka 1890 af amtsrådet i det daværende Hjørring Amt. Dens vestlige del er købt af staten, som her anlagde Jydske Tøjhus, senere Hærens Materielkommando. Den østlige del ejedes i 1960 af proprietær Holst. Her opførte den daværende kommune Sankt Hans-Sankt Olai kommune i 1959 plejehjemmet Skovgården.
|  | Denne artikel om lokaliteten Bagterp plantage kan blive bedre, hvis der indsættes et (bedre) billede. Du kan hjælpe ved at afsøge Wikimedia Commons for et passende billede eller lægge et op på Wikimedia Commons med en af de tilladte licenser og indsætte det i artiklen. |

57°26′19″N 9°59′8″Ø / 57.43861°N 9.98556°Ø